# Aphonomorphus deceptor
Aphonomorphus deceptor är en insektsart som beskrevs av Lucien Chopard 1956. Aphonomorphus deceptor ingår i släktet Aphonomorphus och familjen syrsor. Inga underarter finns listade i Catalogue of Life.